# Imelda Staunton
Dame Imelda Mary Philomena Bernadette Staunton (Londra, 9 gennaio 1956) è un'attrice britannica.
Attiva in campo cinematografico, televisivo e teatrale, ha ricevuto una candidatura al Golden Globe, allo Screen Actors Guild Award e al Premio Oscar nella sezione migliore attrice protagonista per la sua interpretazione ne Il segreto di Vera Drake di Mike Leigh, pellicola grazie a cui si è aggiudicata la Coppa Volpi per la migliore interpretazione femminile alla 61ª Mostra internazionale d'arte cinematografica di Venezia e il BAFTA alla migliore attrice protagonista. È inoltre divenuta internazionalmente nota per l'interpretazione di Dolores Umbridge in due dei film della saga di Harry Potter (2007-2010). Dal 2022 al 2023 ha interpretato la Regina Elisabetta II nella serie televisiva The Crown, per la quale ha ricevuto due candidature al Golden Globe, due agli Screen Actors Guild Awards, una al BAFTA Television Award e una al Premio Emmy come migliore attrice in una serie drammatica.
Staunton è anche un'apprezzata interprete di teatro musicale e per le sue apparizioni sulle scene londinesi ha vinto quattro Laurence Olivier Award alla migliore attrice in un musical, più di ogni altra attrice nella storia, più uno come miglior performance in un ruolo non protagonista.

## Carriera

### Teatro
Nata ad Archway, distretto di Islington (borgo londinese), figlia unica di una parrucchiera e di un operaio stradale, a 18 anni si iscrive alla Royal Academy of Dramatic Art (RADA), dove studia insieme ad Alan Rickman, Timothy Spall e Juliet Stevenson. Si diploma due anni dopo, nel 1976, e passa sei anni a lavorare nel teatro di repertorio inglese; di questi anni è particolarmente importante il lavoro al Northcott Theatre di Exeter, dove interpreta Giovanna d'Arco nell'omonimo dramma di George Bernard Shaw. In seguito, la Staunton si unisce alla Royal Shakespeare Company e lavora al National Theatre, dove debutta in una commedia di Goldoni. Ha una lunga e ragguardevole carriera in teatro, recitando in numerosi drammi del calibro di A Man for all Seasons, Mack & Mabel, Side by Side e Elektra. È nota anche per la sua interpretazione nel ruolo di Dorothy Gale in un adattamento teatrale de Il meraviglioso mago di Oz per la Royal Shakespeare Company. Prende parte ai festeggiamenti al National Theatre per l'ottantesimo compleanno di Laurence Olivier, Happy Birthday, Sir Larry, il 31 maggio 1987, in presenza dello stesso Olivier.

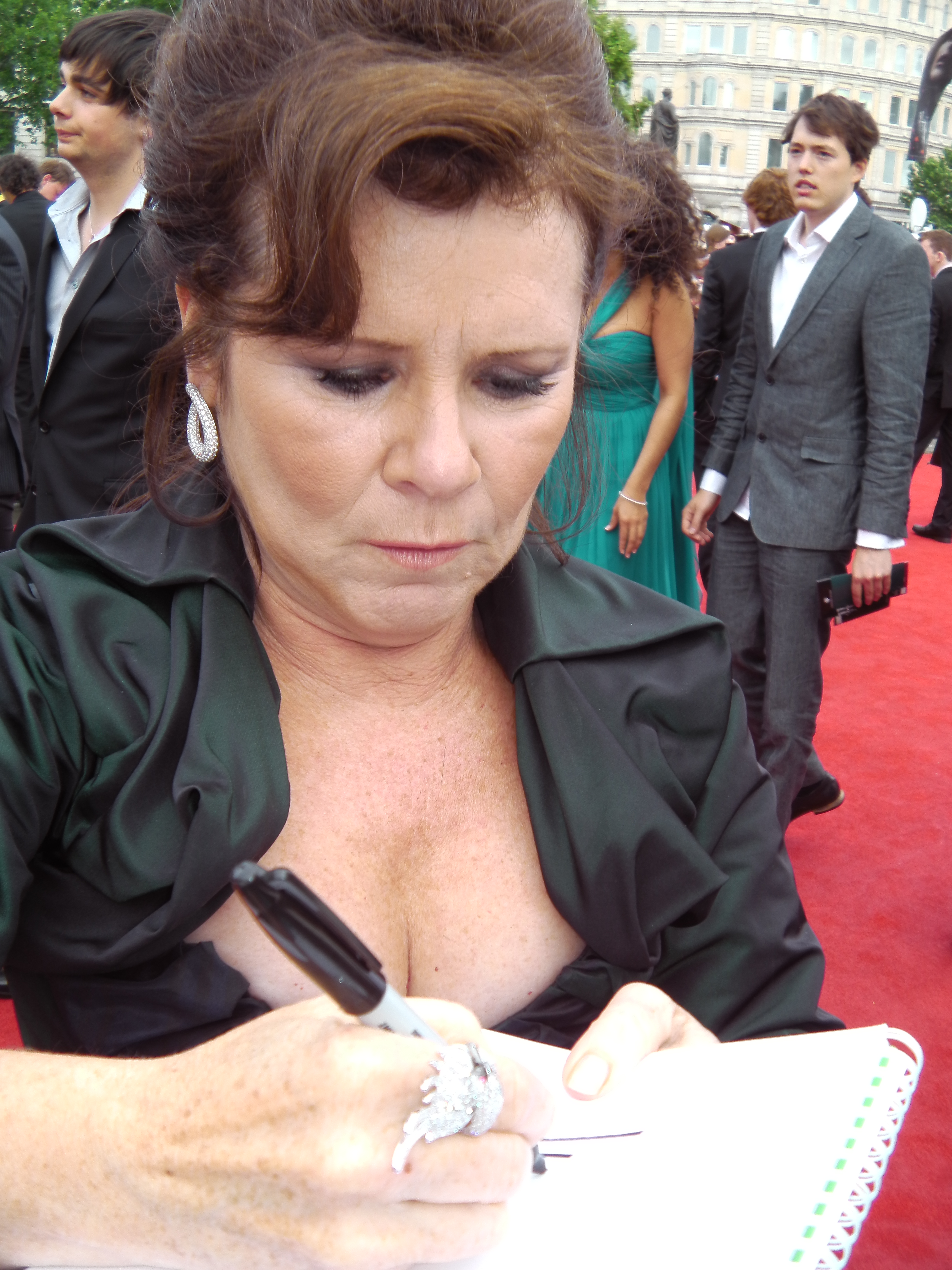
Imelda Staunton a Londra per la prima di Harry Potter e i Doni della Morte - Parte 2 (2011)

Nel corso della sua carriera ha ricevuto quattro Laurence Olivier Award, massimo riconoscimento del teatro inglese. Nel 1996 è stata nuovamente nominata ad un Olivier Award per la sua interpretazione in Guys and Dolls al Royal National Theatre. In tempi più recenti, ha interpretato nel 2007 e nel 2009 a Londra la parte della protagonista in There Came a Gypsy Riding di Frank McGuinness, al fianco di Mathew Horne. Nel 2007 prende parte al concerto per il quarantesimo anniversario del musical Follies, al fianco di Maria Friedman, Liz Robertson, Liliane Montevecchi e Philip Quast, nel ruolo di Hattie Walker, avendo così la possibilità di cantare Broadway Baby. Nell'ottobre 2011 recita ancora una volta in un musical di Sondheim: interpreta infatti Mrs. Lovett in Sweeney Todd: The Demon Barber of Fleet Street, nella produzione Chichester Festival. Dal marzo al settembre 2012, la Staunton riprende il ruolo di Mrs Lovett all'Adelphi Theatre di Londra, in cui divide ancora una volta il palco con Michael Ball.
Nel 2014 torna sulle scene londinesi con la commedia di David Lindsay-Abaire Good People, per cui viene candidata al Laurence Olivier Award alla miglior attrice, premio vinto da Penelope Wilton. In novembre interpreta Rose nella produzione di Chichester di Gypsy: A Musical Fable e dal marzo 2015 torna a recitare in Gypsy al Savoy Theatre di Londra con Lara Pulver. Per la sua performance vince l'UK Theatre Award, il BWW Award, l'Evening Standard Award e il Laurence Olivier Award alla migliore attrice in un musical per la miglior performance in un musical. Nel 2017 recita nuovamente nel West End in un revival di Chi ha paura di Virginia Woolf? di Edward Albee, diretta da James Macdonald e affiancata in scena da Conleth Hill, Imogen Poots e Luke Treadaway. Sempre nel 2017 recita nuovamente in musical, il revival del National Theatre di Follies, composto da Stephen Sondheim (già autore di Into The Woods, Sweeney Todd e paroliere di Gypsy); a dieci anni dal concerto al London Palladium in cui interpretò il ruolo minore di Hattie - avendo quindi l'occasione di cantare la celebre Broadway Baby - la Staunton ritorna in Follies nel ruolo della protagonista Sally Plummer.

### Cinema
Debutta sul grande schermo nel 1986 nel film Comrades di Bill Douglas per poi rivelare appieno il suo talento nel ruolo di una delle due protagoniste in Antonia e Jane; in seguito appare nel film Gli amici di Peter di Kenneth Branagh. Lavora ancora con Kenneth Branagh in Molto rumore per nulla (1993); successive apparizioni cinematografiche avvengono in Ragione e sentimento di Ang Lee (1995), La dodicesima notte di Trevor Nunn (1996) e tanti altri. Nel 1998 riceve il Screen Actors Guild Award per il miglior cast cinematografico insieme agli altri attori per il film Shakespeare in Love.
Nel 2004 la sua performance ne Il segreto di Vera Drake vince il British Independent Film Awards, l'European Film Awards, il BAFTA e la Coppa Volpi per la migliore interpretazione femminile, oltre ad essere nominata al Premio Oscar e Golden Globe per la migliore attrice. In seguito è stata scelta per interpretare la parte dell'odioso personaggio di Dolores Umbridge nel quinto film della saga di Harry Potter, Harry Potter e l'Ordine della Fenice, nelle sale cinematografiche dall'11 luglio 2007, per poi ritornare in Harry Potter e i Doni della Morte - Parte 1, nel 2010. Nel 2011 lavora a fianco a Rebecca Hall nella ghost story 1921 - Il mistero di Rookford di Nick Murphy. Nel 2014 interpreta il ruolo di fata madrina nel film Disney Maleficent. Nel 2015 è nominata al BAFTA alla migliore attrice non protagonista per Pride.

### Radio
Imelda Staunton ha prestato la voce a numerose riduzioni per radio di opere teatrali, come Julie Enfield Investigates (in cui ricopriva il ruolo dell'omonima protagonista), Up the Garden Path (nel ruolo di Izzy Comyn), Diary of a Provincial Lady, Acropolis Now, Daunt and Dervish e The Patrick and Maureen Maybe Music Experienc, quest'ultima al fianco di Patrick Barlow.

## Vita privata
È sposata con l'attore inglese Jim Carter, con il quale ha una figlia, Bessie, nata nel 1993. 

## Filmografia

### Attrice

#### Cinema
- Comrades, regia di Bill Douglas (1986)
- Antonia e Jane (Antonia and Jane), regia di Beeban Kidron (1991)
- Gli amici di Peter (Peter's Friends), regia di Kenneth Branagh (1992)
- Molto rumore per nulla (Much Ado About Nothing), regia di Kenneth Branagh (1993)
- Ragione e sentimento (Sense and Sensibility), regia di Ang Lee (1995)
- La 12ª notte (Twelfth Night), regia di Trevor Nunn (1996)
- Shakespeare in Love, regia di John Madden (1998)
- Sposami, Kate! (Crush), regia di John McKay (2001)
- Bright Young Things, regia di Stephen Fry (2003)
- Il segreto di Vera Drake (Vera Drake), regia di Mike Leigh (2004)
- Nanny McPhee - Tata Matilda (Nanny McPhee), regia di Kirk Jones (2005)
- Shadow Man - Il triangolo del terrore (Shadow Man), regia di Michael Keusch (2006)
- Freedom Writers, regia di Richard LaGravenese (2007)
- Harry Potter e l'Ordine della Fenice (Harry Potter and the Order of the Phoenix), regia di David Yates (2007)
- Motel Woodstock (Taking Woodstock), regia di Ang Lee (2009)
- Harry Potter e il principe mezzosangue (Harry Potter and the Half-Blood Prince), regia di David Yates (2009) - voce, non accreditata
- Another Year, regia di Mike Leigh (2010)
- Harry Potter e i Doni della Morte - Parte 1  (Harry Potter and the Deathly Hallows Part I), regia di David Yates (2010)
- 1921 - Il mistero di Rookford (The Awakening), regia di Nick Murphy (2011)
- Pride, regia di Matthew Warchus (2014)
- Maleficent, regia di Robert Stromberg (2014)
- The Canterville Ghost, regia di Kim Burdon (2017)
- Ricomincio da noi (Finding Your Feet), regia di Richard Loncraine (2017)
- Downton Abbey, regia di Michael Engler (2019)
- Maleficent - Signora del male (Maleficent: Mistress of Evil), regia di Joachim Rønning (2019)
- Amulet, regia di Romola Garai (2020)
- Downton Abbey II - Una nuova era (Downton Abbey II: A New Era), regia di Simon Curtis (2022)

#### Televisione
- Cittadino X (Citizen X) – film TV (1995)
- L'ispettore Barnaby (Midsomer Murders) – serie TV, 2x03 (1999)
- Cambridge Spies, regia di Tim Fywell – miniserie TV (2003)
- Fingersmith (2005) – miniserie TV
- Uno zoo in famiglia (My Family and Other Animals), regia di Sheree Folkson (2005)
- Psychoville – serie TV, 7 episodi (2010-2011)
- The Girl - La diva di Hitchcock (The Girl), regia di Julian Jarrold – film TV (2012)
- That Day We Sang, regia di Victoria Wood – film TV (2014)
- Gypsy Live From The Savoy Theatre – film TV (2015)
- The Crown – serie TV, 20 episodi (2022-2023)

### Doppiatrice
- Il brutto anatroccolo (The Ugly Duckling), regia di Jack Cutting (1997)
- Galline in fuga (Chicken Run), regia di Peter Lord, Nick Park (2000)
- Cranford – serie TV, 6 episodi (2007)
- Big & Small – serie TV, 14 episodi (2008)
- Return to Cranford - serie TV, 2 episodi (2009)
- Alice in Wonderland, regia di Tim Burton (2010)
- Doctor Who – serie TV, 1 episodio (2011)
- Il figlio di Babbo Natale (Arthur Christmas), regia di Sarah Smith (2011)
- Pirati! Briganti da strapazzo (The Pirates! Band of Misfits), regia di Peter Lord e Jeff Newitt (2012)
- Paddington, regia di Paul King (2014)
- Paddington 2, regia di Paul King (2017)
- Galline in fuga - L'alba dei nugget (Chicken Run: Dawn of the Nugget), regia di Sam Fell (2023)
- Paddington in Perù (Paddington in Peru), regia di Dougal Wilson (2024)

## Teatro
- Aspettando Godot di Samuel Beckett. Birmingham Rep di Birmingham (1976)
- Hay Fever di Noël Coward. Watermill Theatre di Newbury (1976)
- Grease di Jim Jacobs e Warren Casey. York Theatre Royal di York (1976)
- Enrico V di William Shakespeare. Leeds Playhouse di Leeds (1977)
- The Gingerbread Man di David Wood. Leeds Playhouse di Leeds (1977)
- I mostri sacri di Tom Stoppard. Northcott Exeter Theatre di Exeter (1978)
- Un uomo per tutte le stagioni di Robert Bolt. Northcott Exeter Theatre di Exeter (1978)
- Elettra di Euripide. Northcott Exeter Theatre di Exeter (1978)
- Dear Daddy di Denis Cannan. Northcott Exeter Theatre di Exeter (1978)
- Cinderella. Northcott Exeter Theatre di Exeter (1978)
- Peccato che sia una sgualdrina di John Ford. Northcott Exeter Theatre di Exeter (1978)
- Macbeth di William Shakespeare. Northcott Exeter Theatre di Exeter (1978)
- Cabaret di Joe Masteroff, John Kander e Fred Ebb. Northcott Exeter Theatre di Exeter (1978)
- Come vi piace di William Shakespeare. Northcott Exeter Theatre di Exeter (1979)
- Santa Giovanna di George Bernard Shaw. Northcott Exeter Theatre di Exeter (1979)
- L'opera del mendicante di John Gay. Northcott Exeter Theatre di Exeter (1979)
- Joseph and the Amazing Technicolor Dreamcoat di Andrew Lloyd Webber e Tim Rice. Northcott Exeter Theatre di Exeter (1979)
- Side by Side by Sondheim di Stephen Sondheim. Northcott Exeter Theatre di Exeter (1979)
- Piaf di Pam Gems. Nottingham Playhouse di Nottingham (1980)
- The Boy Friend di Sandy Wilson. Nottingham Playhouse di Nottingham (1980)
- Mack and Mabel di Michael Stewart e Jerry Herman. Nottingham Playhouse di Nottingham (1980)
- La professione della signora Warren di George Bernard Shaw. Nottingham Playhouse di Nottingham (1981)
- A Little Night Music di Stephen Sondheim e Hugh Wheeler. Nottingham Playhouse di Nottingham (1981)
- Ella si umilia per vincere di Oliver Goldsmith. Oxford Stage Company di Oxford, tour UK (1981-82)
- Guys and Dolls di Frank Loesser, Jo Swerling ed Abe Burrows. National Theatre di Londra (1982)
- L'opera del mendicante di John Gay. National Theatre di Londra (1982)
- Schweyk nella seconda guerra mondiale di Bertolt Brecht. National Theatre di Londra (1982)
- Guys and Dolls di Frank Loesser, Jo Swerling e Abe Burrows. National Theatre di Londra (1983)
- A Mad World, My Masters di Thomas Middleton. National Theatre di Londra (1984)
- Us Good Girls di Victoria Hardie. Soho Polly Theatre di Londra(1984)
- Il grano è verde di Emlyn Williams. National Theatre di Londra (1985)
- A Chorus of Disapproval di Alan Ayckbourn. National Theatre di Londra (1985)
- Venus and Adonis da William Shakespeare. Barbican Centre di Londra(1987)
- The Fair Maid of the West di Thomas Heywood. RSC Mermaid Theatre di Stratford-upon-Avon (1987)
- They Shoot Horses, Don't They? di Ray Herman. RSC Mermaid Theatre di Stratford-upon-Avon (1987)
- Il mago di Oz, Barbican Theatre (1987)
- Zio Vanja di Anton Čechov. Vaudeville Theatre di Londra (1988)
- The Lady and the Clarinet di Michael Cristofer. King's Head Theatre di Londra (1989)
- Into the Woods di Stephen Sondheim e James Lapine. Phoenix Theatre di Londra (1990)
- Bold Girls di Rona Munro. Hampstead Theatre di Londra (1991)
- Slavs! di Tony Kushner. Hampstead Theatre di Londra (1994)
- Habeas Corpus di Alan Bennett. Donmar Warehouse di Londra (1995)
- Guys and Dolls di Frank Loesser, Jo Swerling e Abe Burrows. National Theatre di Londra (1996)
- Divas at the Donmar, Donmar Warehouse (1998)
- Tre variazioni della vita di Yasmina Reza. National Theatre (2000), Old Vic di Londra(2001)
- Calico di Michael Hastings. Duke of York's Theatre di Londra (2004)
- There Came a Gypsy Riding di Frank McGuinness. Almeida Theatre di Londra (2006)
- Follies di Stephen Sondheim e James Goldman. London Palladium di Londra (2007)
- Entertaining Mr Sloane di Joe Orton. Trafalgar Studios di Londra (2009)
- Un equilibrio delicato di Edward Albee. Almeida Theatre di Londra (2011)
- Sweeney Todd di Stephen Sondheim e Hugh Wheeler. Chichester Festival Theatre di Chichester (2011), Adelphi Theatre di Londra (2012)
- Circle Mirror Transformation di Annie Baker. Royal Court Theatre di Londra (2013)
- Good People di David Lindsay-Abaire. Hampstead Theatre e Noel Coward Theatre di Londra (2014)
- Gypsy di Jule Styne, Arthur Laurents e Stephen Sondheim. Chichester Festival Theatre (2014), Savoy Theatre di Londra (2015)
- Chi ha paura di Virginia Woolf? di Edward Albee. Harold Pinter Theatre di Londra (2017)
- Follies di Stephen Sondheim e James Goldman. National Theatre di Londra (2017)
- Una signora di lettere di Alan Bennett. Bridge Theatre di Londra (2020)
- Hello, Dolly! di Michael Stewart e Jerry Herman. London Palladium di Londra (2024)
- La professione della signora Warren' di George Bernard Shaw. Garrick Theatre di Londra (2025)

## Riconoscimenti

### Cinema e televisione
- Premio Oscar
  - 2005 – Candidatura alla miglior attrice per Il segreto di Vera Drake
- Golden Globe
  - 2005 – Candidatura alla miglior attrice in un film drammatico per Il segreto di Vera Drake
  - 2023 – Candidatura alla miglior attrice in una serie drammatica per The Crown
  - 2024 – Candidatura alla miglior attrice in una serie drammatica per The Crown
- Mostra del cinema di Venezia
  - 2004 – Coppa Volpi per la migliore interpretazione femminile per Il segreto di Vera Drake
- Premi BAFTA
  - 2005 – Miglior attrice protagonista in un film per Il segreto di Vera Drake
  - 2010 – Candidatura alla miglior attrice non protagonista televisiva per Return to Cranford
  - 2013 – Candidatura alla miglior attrice non protagonista televisiva per The Girl - La diva di Hitchcock
  - 2015 – Candidatura alla miglior attrice non protagonista per Pride
  - 2023 – Candidatura alla miglior attrice televisiva per The Crown
- Premi Emmy
  - 2013 – Candidatura alla miglior attrice non protagonista in una miniserie o film TV per The Girl - La diva di Hitchcock
  - 2024 – Candidatura alla migliore attrice in una serie drammatica per The Crown
- Screen Actors Guild Award
  - 2000 – Miglior cast cinematografico per Shakespeare in Love
  - 2005 – Candidatura alla miglior attrice cinematografica per Il segreto di Vera Drake
- British Independent Film Awards
  - 2004 – Miglior attrice per Il segreto di Vera Drake
  - 2014 – Miglior attrice non protagonista per Pride
- European Film Awards
  - 2004 – Miglior attrice per Il segreto di Vera Drake
- Evening Standard British Film Awards
  - 2004 – Miglior attrice per Il segreto di Vera Drake

### Teatro
- Laurence Olivier Awards
  - 1982 – Candidatura alla miglior esordiente in un'opera teatrale per L'opera del mendicante
  - 1982 – Candidatura alla miglior attrice in un musical per L'opera del mendicante
  - 1985 – Miglior performance in un ruolo non protagonista per A Chorus Of Disapproval e The Corn is green
  - 1987 – Candidatura alla miglior attrice in un musical per The Wizard of Oz
  - 1988 – Candidatura alla miglior attrice protagonista in un revival per Zio Vania
  - 1991 – Migliore attrice in un musical per Into the Woods
  - 1997 – Candidatura alla miglior attrice in un musical per Guys and Dolls
  - 2010 – Candidatura alla miglior Attrice per Entertaining Mr. Sloane
  - 2013 – Miglior attrice in un musical per Sweeney Todd
  - 2015 – Candidatura alla miglior attrice per Good People
  - 2016 – Miglior attrice in un musical per Gypsy
  - 2018 – Candidatura alla miglior attrice in un musical per Follies
  - 2018 – Candidatura alla miglior Attrice per Chi ha paura di Virginia Woolf?
  - 2025 – Miglior attrice in un musical per Hello, Dolly!

## Doppiatrici italiane
Nelle versioni in italiano delle opere in cui ha recitato, Imelda Staunton è stata doppiata da:
- Lorenza Biella ne Il segreto di Vera Drake, Nanny McPhee - Tata Matilda, Freedom Writers, Another Year, 1921 - Il mistero di Rookford, Maleficent, Ricomincio da noi, Maleficent - Signora del male
- Ida Sansone in Harry Potter e l'Ordine della Fenice, Harry Potter e i Doni della Morte - Parte 1
- Ludovica Modugno in The Girl - La diva di Hitchcock, Pride
- Angiola Baggi in Downton Abbey, Downton Abbey II - Una nuova era
- Anna Cesareni ne Gli amici di Peter
- Serena Verdirosi in Ragione e sentimento
- Anna Rita Pasanisi ne La 12ª notte
- Solvejg D'Assunta in Shakespeare in Love
- Antonella Giannini in Sposami, Kate!
- Stefania Romagnoli in Shadow Man - Il triangolo del terrore
- Cristina Noci in Motel Woodstock
- Cristina Giolitti in The Crown

Da doppiatrice è sostituita da:
- Graziella Polesinanti in Paddington 2, Paddington in Perù
- Lorenza Biella in Paddington, Alice in Wonderland, Il fantasma di Canterville
- Solvejg D'Assunta in Galline in fuga
- Fabrizia Castagnoli ne Il figlio di Babbo Natale
- Luciana Littizzetto in Pirati! Briganti da strapazzo
- Anna Rita Pasanisi in Galline in fuga - L'alba dei nugget